# Polgár megállóhely
Polgár megállóhely Hajdú-Bihar vármegyében található a MÁV üzemeltetésében. A személyszállítás szünetel.

## Áthaladó vasútvonalak
A megállóhelyet az alábbi vasútvonalak érintik:
- Ohat-Pusztakócs–Görögszállás-vasútvonal

## Kapcsolódó állomások
A megállóhelyhez a következő állomások vannak a legközelebb:
- Folyás megállóhely (Ohat-Pusztakócs–Görögszállás-vasútvonal)
- Újtikos megállóhely (Ohat-Pusztakócs–Görögszállás-vasútvonal)

## Forgalom
A megállóhelyen és a rajta áthaladó vasútvonal egy szakaszán a vasúti forgalom 2009. december 13-a óta szünetel.
Bővebben: 2009-es magyarországi vasútbezárások

## Megközelítése
A megállóhely Polgár keleti részén helyezkedik el, közúti megközelítése a helyi önkormányzat által üzemeltetett Hajdú utcán keresztül lehetséges.